# Viêm mũi teo mãn tính
Viêm mũi teo mãn tính là viêm mãn tính của mũi có đặc điểm là teo niêm mạc mũi, bao gồm các tuyến, xương sống và các yếu tố thần kinh cung cấp mũi. Viêm mũi teo mãn tính có thể là sơ cấp và thứ cấp. Các dạng viêm mũi teo mãn tính đặc biệt là viêm mũi sicca và ozaena.

## Các dấu hiệu và triệu chứng
- thường gặp nhất ở phụ nữ
- được báo cáo ở những bệnh nhân thuộc các nhóm kinh tế xã hội thấp hơn.[1][2]
- Các khoang mũi trở nên thấp khớp và đầy những lớp vỏ có mùi hôi màu đen hoặc xanh đậm và khô, làm cho hết đau đớn và khó khăn.
- Vi sinh vật được biết là nhân lên và tạo ra một mùi hôi từ mũi, mặc dù bệnh nhân có thể không nhận thức được điều này, bởi vì các yếu tố của họ (chịu trách nhiệm về nhận thức của mùi) đã teo. Điều này được gọi là merciful anosmia.
- Bệnh nhân thường phàn nàn về tắc nghẽn mũi mặc dù khoang mũi rộng rãi, có thể do tắc nghẽn do tiết dịch tiết ra trong mũi, hoặc do mất cảm giác do teo dây thần kinh ở mũi, do đó bệnh nhân không biết luồng không khí. Trong trường hợp nguyên nhân thứ hai, cảm giác tắc nghẽn là chủ quan.
- Chảy máu từ mũi, còn được gọi là chảy máu cam, có thể xảy ra khi xả khô (lớp vỏ) được loại bỏ.
- Rụng đáy và viêm da của tiền mũi có thể xảy ra. Mũi có thể biểu hiện biến dạng yên-mũi.
- Viêm mũi teo cũng liên quan đến những thay đổi teo tương tự trong cổ họng hoặc thanh quản, tạo ra các triệu chứng liên quan đến các cấu trúc này. Khiếm thính có thể xảy ra do tắc nghẽn ống Eustachian gây ra tràn dịch tai giữa.

Mất vĩnh viễn khả năng nhận biết mùi và suy giảm vị giác cũng có thể là kết quả của bệnh này, ngay cả sau khi các triệu chứng được chữa khỏi.

## Nguyên nhân
Nguyên nhân có thể được lưu bởi HERNIA:
- Các yếu tố di truyền: bệnh truyền trong gia đình
- Mất cân bằng nội tiết: bệnh có xu hướng bắt đầu ở tuổi dậy thì và chủ yếu liên quan đến nữ giới
- Các yếu tố chủng tộc: người da trắng dễ bị tổn thương hơn người bản xứ Châu Phi xích đạo
- Thiếu dinh dưỡng: vitamin A hoặc D, hoặc chất sắt
- Nhiễm trùng: Klebsiella ozaenae, Corynebacterium, Proteus vulgaris, E. coli, v.v.
- Các yếu tố tự miễn dịch: nhiễm virus hoặc một số tiếp xúc không xác định khác có thể kích hoạt tính kháng nguyên của niêm mạc mũi.

### Viêm mũi teo thứ cấp
Các bệnh nhiễm trùng cụ thể, chẳng hạn như giang mai, lupus, phong và rhinoscleroma, có thể gây hủy hoại cấu trúc mũi dẫn đến những thay đổi teo. Viêm mũi teo cũng có thể là kết quả từ viêm xoang mủ có thời gian dài hoặc xạ trị mũi, hoặc là một biến chứng của phẫu thuật turbinates. Cơ quan Y tế Quốc gia Vương quốc Anh đã tuyên bố rằng "Hầu hết các trường hợp viêm mũi teo ở Anh xảy ra khi các turbinates bị hư hỏng hoặc loại bỏ trong quá trình phẫu thuật". Một số tác giả gọi là viêm mũi teo thứ cấp khi phẫu thuật xoang như hội chứng mũi trống.

### Viêm mũi teo đơn phương
Độ lệch cực của vách ngăn mũi có thể kèm theo viêm mũi teo ở phía rộng hơn.

## Bệnh học
- Biểu mô cột nhầy của niêm mạc mũi được thay thế bằng biểu mô vảy.
- Teo niêm mạc, xương tuabin và các tuyến seromucinous có xu hướng xảy ra, do viêm nội tâm mạc gây tắc nghẽn làm giảm nguồn cung cấp máu, do đó các khu vực cung cấp tàn dư.
- Kìm hãm phát triển các xoang cạnh mũi.

## Điều trị
Điều trị viêm mũi teo có thể là y tế hoặc phẫu thuật.
Các biện pháp y tế bao gồm:
- Nhỏ mũi bằng nước muối thông thường
- Nhỏ nước và loại bỏ các lớp vỏ bằng cách sử dụng giải pháp mũi kiềm bằng dung dịch kiềm chuẩn bị bằng cách hòa tan một thìa bột chứa một phần natri bicacbonat, một phần natri bibor và hai phần natri chloride.
- 25% glucose trong glycerine có thể được áp dụng cho niêm mạc mũi để ức chế sự phát triển của các sinh vật phân giải protein tạo mùi hôi.
- Kháng sinh tại chỗ, chẳng hạn như Chloramphenicol.
- Vitamin D2 (Kemicetine).
- Estradiol phun để tái tạo các tuyến seromucinous và mạch máu của niêm mạc.
- Streptomycin toàn hệ thống (1g / ngày) đối với sinh vật Klebsiella.
- Uống kali iođua để hóa lỏng bài tiết.
- Chiết xuất placental tiêm vào màng dưới niêm mạc.

Các can thiệp phẫu thuật bao gồm:
- Young's operation.
- Young's operation cải biến
- Thu hẹp khoang mũi, tiêm dưới niêm mạc Teflon, chọn và dịch chuyển trung gian của thành bên mũi.
- Chuyển vị trí của ống dẫn đến xoang hàm trên hoặc niêm mạc mũi.

## Lịch sử
Rối loạn này đã được biết đến từ thời Ai Cập cổ đại, gần 4.000 năm trước, và mô tả về nó được tìm thấy trong giấy tờ y tế lịch sử. Trong văn bản giấy cói Edwin Smith (1700 TCN), nó được quy định một cách điều trị dựa trên rượu và sữa mẹ để chữa bệnh này. Các nền văn minh Hy Lạp và Ấn Độ cổ đại đã nhận thức được viêm mũi teo.